# Tamer Haj Mohamad
Tamer Haj Mohamad (arab. تامر حاج محمد; ur. 3 kwietnia 1990 w Himsie) – syryjski piłkarz grający na pozycji prawego pomocnika. Od 2018 jest zawodnikiem klubu Ohod Club.

## Kariera piłkarska
Swoją karierę piłkarską Haj Mohamad rozpoczął w klubie Al Karama, w którym w 2007 roku zadebiutował w pierwszej lidze syryjskiej. W debiutanckim sezonie sięgnął z Al Karamą po dublet - mistrzostwo i Puchar Syrii. Puchar zdobywał także w sezonach 2008/2009 i 2009/2010. W latach 2009–2011 zostawał z Al Karamą wicemistrzem kraju.
W 2011 roku Haj Mohamad przeszedł do libańskiego klubu Al-Mabarrah. Zadebiutował w nim 29 stycznia 2012 w przegranym 2:3 wyjazdowym meczu z Al-Ansar Bejrut. W Al-Mabarrah spędził rok.
W sezonie 2012/2013 Haj Mohamad występował w jordańskim Al-Faisaly Amman. W sezonie 2013/2014 ponownie grał w Libanie, w klubie Al-Safa' SC, w którym swój debiut zaliczył 22 września 2013 w wygranym 1:0 domowym meczu z Al-Ansar Bejrut. Z Al-Safa' SC wywalczył wicemistrzostwo Libanu.
Latem 2014 roku Haj Mohamad przeszedł do irackiego Naft Al-Wasat SC. W sezonie 2014/2015 wywalczył z nim mistrzostwo, a w sezonie 2015/2016 - wicemistrzostwo Iraku. Jesienią 2016 grał w innym irackim klubie Erbil FC. Z kolei w latach 2017-2018 grał w omańskim Dhofar Salala. W 2017 został z nim mistrzem Omanu.
Latem 2018 Haj Mohamad przeszedł do saudyjskiego Ohod Club. Zadebiutował w nim 30 sierpnia 2018 w przegranym 1:2 domowym meczu z An-Nassr.

## Kariera reprezentacyjna
W reprezentacji Syrii Haj Mohamad zadebiutował 7 sierpnia 2008 w zremisowanym 0:0 meczu Pucharu Azji Zachodniej 2008 z Jordanią. W 2019 roku powołano go do kadry na Puchar Azji.